# Barro (kommun i Brasilien)
Barro är en kommun i Brasilien.   Den ligger i delstaten Ceará, i den östra delen av landet, 1 400 kilometer nordost om huvudstaden Brasília. Antalet invånare är 21 528. Arean är 710 kvadratkilometer.
Terrängen i Barro är kuperad åt sydost, men åt nordväst är den platt.
Omgivningarna runt Barro är huvudsakligen savann. Runt Barro är det ganska glesbefolkat, med 25 invånare per kvadratkilometer.